# セカハン
セカハンは東京都国分寺市出身の男性2人組デュオである。2002年結成。2005年ベルウッドレコードよりデビュー。

## メンバー
- 伊澤亮（1979年5月10日 - ）ボーカル・ギター・Kazoo
- 米林大輔（1979年5月2日 - ）ボーカル・ギター・ハープ

## ディスコグラフィー

### ミニアルバム
- Smile（2003年11月5日）
- DEAR TOMORROW（2004年6月2日）
- ルルル～ラッキーセブン（2005年2月19日/BZCS-1035/ベルウッド・レコード）
  1. ルルル（エイブルCM『路上ライブ編』）
  2. 真実の未知
  3. ドラマ
  4. 光と影
  5. ラッキーセブン
  6. ルルル(CMバージョン)
- Precious（2005年7月30日）
  1. コーディネーター
  2. 風
  3. ラララ
  4. 君に届かない
  5. 待ち合わせの場所
  6. ほら

## 出演
- LIVE BANG!
- 国分寺野外音楽祭 T-SOUL